# Patryk Pegza
Patryk Pegza (ur. 12 stycznia 1979) – polski piosenkarz, lider zespołu After Party, który założył w 2012 roku. W swojej karierze zdobył dziewięć złotych płyt, cztery platynowe oraz jedną diamentową.

## Życie prywatne
Z żoną Julią ma dwójkę dzieci: syna Kacpra oraz córkę Kaję.